# Kaplica Jana Olbrachta na Wawelu

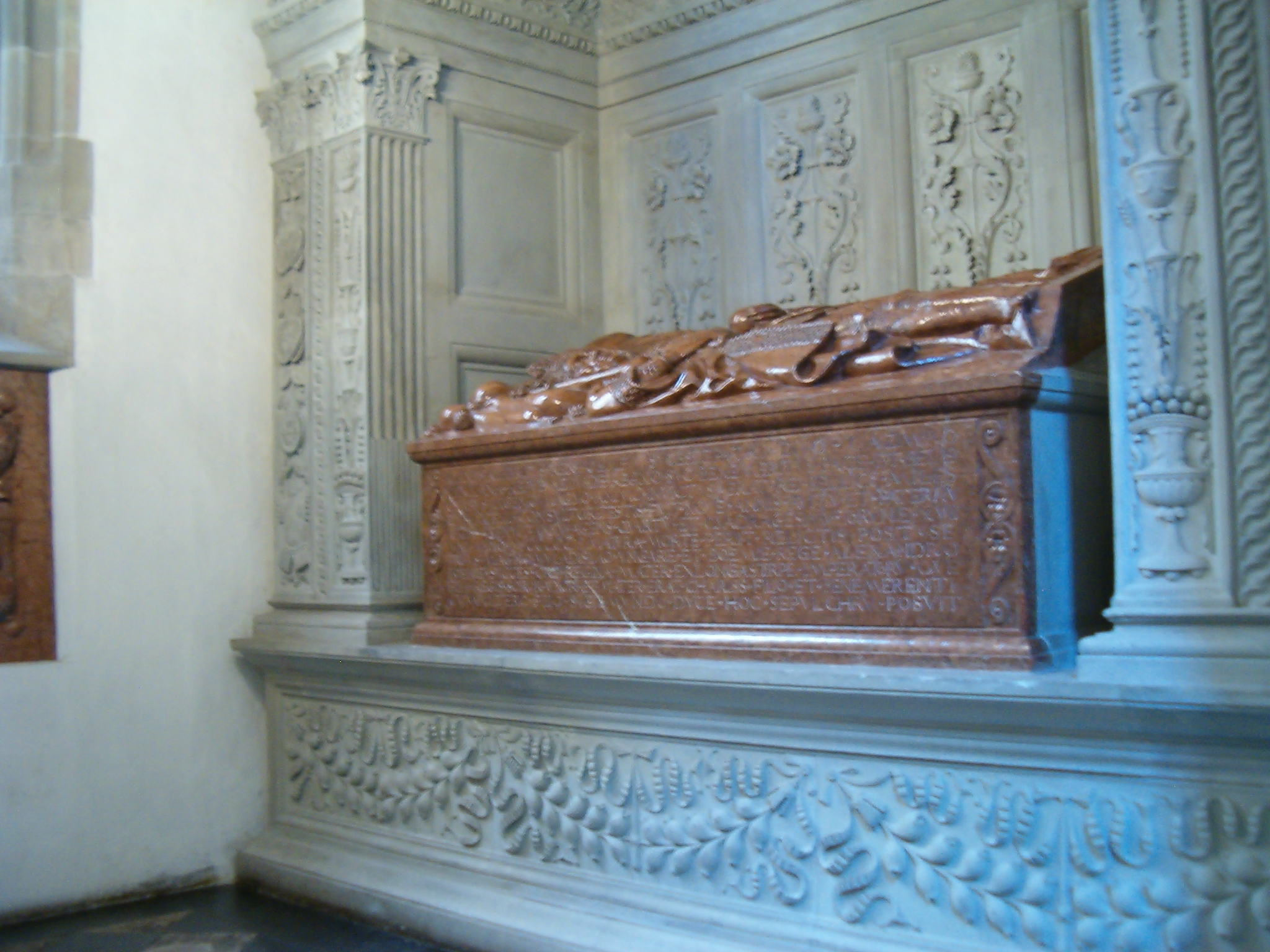
Tumba Jana Olbrachta

Kaplica króla Jana I Olbrachta, pod wezwaniem Bożego Ciała i św. Andrzeja Apostoła – jedna z dziewiętnastu kaplic katedry wawelskiej. Znajduje się w południowym ramieniu ambitu, pomiędzy kaplicami Zadzika i Załuskiego.

## Historia
Obiekt powstał z podzielenia kaplicy bpa Grota (pw. św. Jana Ewangelisty) po 1501 na pomieszczenie kaplicy grobowej dla króla Jana I Olbrachta. Ufundowała ją królowa Elżbieta Rakuszanka, matka Olbrachta. W 1758 umieszczono tu nowy ołtarz.

## Architektura

### Nagrobek Jana Olbrachta
Przy zachodniej ścianie mieści nagrobek Jana I Olbrachta. Składa się on z tumby i architektonicznego obramienia. Tumbę o cechach gotyckich wykonał Stanisław Stwosz lub Jorg Huber z Passawy. 
Sama tumba jest jeszcze późnogotycka, ma formę skrzyni wykonanej z czerwonego marmuru. Spoczywająca na niej pulpitowa płyta z wizerunkiem zmarłego w zbroi i płaszczu koronacyjnym wykazuje wpływ sztuki Wita Stwosza.
Obramienie w formie łuku triumfalnego wykonał w latach 1502-1505 Franciszek Florentczyk. Obramienie nagrobka stanowi jedno z pierwszych świadectw renesansu w Polsce i zapoczątkowuje nową epokę w polskiej sztuce sepulkralnej.
Pomnik Jana Olbrachta nawiązuje do florenckiego typu arkadowych nagrobków przyściennych, których przykładem jest pomnik Leonarda Bruniego, wzniesiony przez Bernarda Rosselina w kościele Sta Croce po 1444 r. Jednakże w porównaniu z pierwowzorem nagrobek Olbrachta ma inne proporcje wynikające ze znacznej głębokości wnęki oraz parzyste pilastry po bokach. Umiejscowienie królewskiego pomnika w arkadzie nie było w katedrze na Wawelu nowością (tak usytuowano baldachimowe nagrobki Władysława Łokietka, Kazimierza Wielkiego i Władysława Jagiełły).
Obramienie tumby Olbrachta różni się stylistycznie od międzynawowych arkad katedry. Wnęka w kaplicy, stanowiąc integralną część pomnika, zastępuje tu baldachim i tworzy nowy zespół ideowo-artystyczny. W miejsce pojedynczego łuku zastosowano system dwóch koncentrycznych, a zarazem przenikających się arkad, uformowanych przez parzyste pilastry i podwójną archiwoltę, rozdzielonych plecionkowym ornamentem, połączonych natomiast cokołem, belkowaniem i konsolą spinającą szczyt pomnika. Arkada wewnętrzna tworzy łuk wnęki, natomiast zewnętrzna obramia boczne przestrzenie.
Układ dwóch arkad służył celowi gloryfikacji zmarłego wyrażonemu w napisie na tumbie. Według inskrypcji monarcha wsławił się w dwóch okolicznościach, w czasie pokoju i wojny, był pace et bello claris. Zgodnie z tym dualistycznym wyróżnieniem wprowadzono w ornamentacji pomnika tematyczny podział na dwie arkady. W arkadzie wewnętrznej znalazły się motywy przywołujące na myśl pokój: płyciny jej pilastrów wypełniły kandelabrowe układy waz z owocami, kłosów, zniczów, podniebienie archiwolty zaakcentowano laurowym wieńcem. W arkadzie zewnętrznej na pilastrach zawisły panoplia ze skrzyżowanymi tarczami, które powtórzono także w kasetonach sklepienia.
Wywyższenie osoby monarchy dodatkowo akcentuje ornamentacja części łączących arkady: girlandy cokołu, rogi obfitości fryzu belkowania, akantowe wypełnienia płycin tła oraz zespół tarcz herbowych domu Habsburgów i Wielkiego Księstwa Litewskiego w lunecie z centralnie umieszczonym orłem, dodatkowo uhonorowanym wieńcem. Jest to zaczerpnięty z antyku zasób motywów, który tworzy panegiryk na cześć władcy. Nagrobek upamiętnia przeszłość Jana Olbrachta zgodnie z kanonami greckiej i rzymskiej starożytności. System dwóch arkad odwołuje się do antyku, do łuku triumfalnego.
Połączenie w jednym pomniku późnogotyckiej płyty z renesansowym, arkadowym obramieniem tłumaczy się różną orientacją artystyczną dwóch fundatorów wymienionych w napisie na tumbie.

### Płyta grobowa bpa Jana Chojeńskiego
Pod oknem ściany południowej znajduje się płyta grobowa bpa Jana Chojeńskiego. Przy ścianie wschodniej ołtarz z 1758 projektu Franciszka Placidiego, a w nim obrazy: Męczeństwo św. Andrzeja (pędzla rzymskiego malarza Salwatora Monosilio) oraz Komunia św. Stanisława Kostki, a po bokach figury św. Andrzeja i św. Stanisława Kostki.